# Italský hospodářský zázrak
Italský hospodářský zázrak (italsky: il miracolo economico) je pojem používaný pro období velkého hospodářského růstu po druhé světové válce v Itálii, hlavně v padesátých a šedesátých letech. Toto období italské historie je považováno nejen za základní kámen v ekonomickém a sociálním vývoji státu, který byl přetransformován z chudé zemědělské země na světovou průmyslovou velmoc, ale také za období důležitých změn v italské společnosti a kultuře.

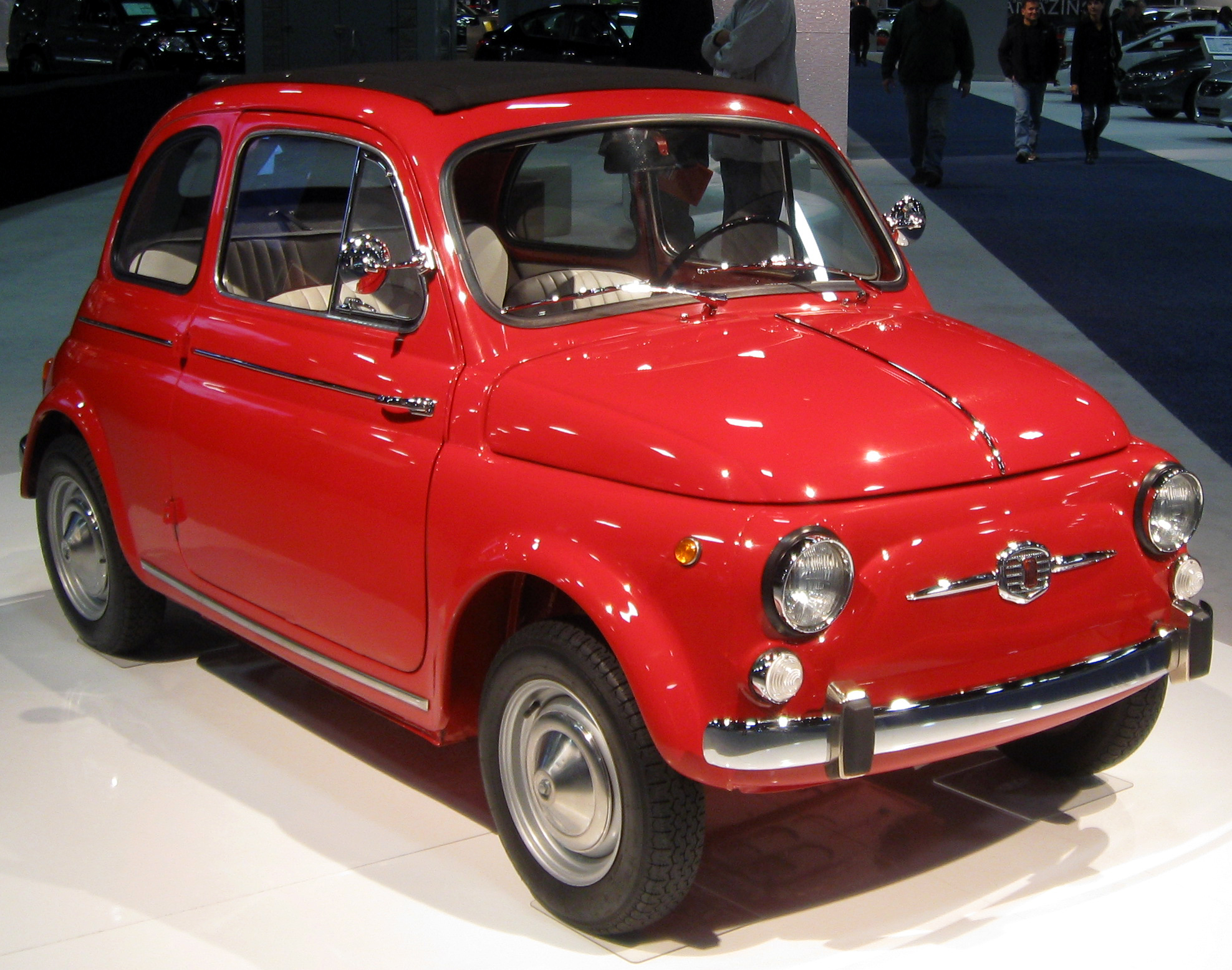
Fiat 500, vyráběný od roku 1957, je považován za symbol italského hospodářského zázraku.

## Historie
Po skončení druhé světové války byla Itálie v troskách a její území okupovaly zahraniční armády, což byl stav, který zhoršil rozdíl v rozvoji oproti pokročilejším evropským ekonomikám. Nové geopolitické chápání Studené války umožnilo, že Itálie, i jakožto bývalý nepřítel, byla po boku západní Evropy a Středomoří Spojenými státy považována za důležitého spojence pro svobodný svět, protože křehká demokracie byla ohrožovaná silnou Komunistickou stranou. V důsledku toho byla Itálie příjemcem velkorysé pomoci poskytnuté Marshallovým plánem a od roku 1948 do roku 1952 obdržela 1,5 miliardy dolarů. Ukončení plánu, které mohlo zastavit zotavování, se časově shodoval s rozhodujícím momentem války v Koreji (1950–1953). Ta vedla ke zvýšení poptávky po kovech a dalších produktech, což bylo podnětem pro růst všech druhů průmyslu v Itálii. Navíc v roce 1958 vzniklo Evropské hospodářské společenství, mezi jehož zakládající členy patří i Itálie. Ten poskytl více investic a usnadnil vývoz.
Výše zmíněné velmi příznivé historické zázemí, spojené s přítomností velkého počtu levné pracovní síly, položilo základy velkolepého hospodářského růstu. Tento nárůst trval téměř bez přerušení, dokud nenastaly masivní stávky „Horkého podzimu“ a společenské nepokoje v letech 1969–1970, které v kombinaci s pozdější ropnou krizí z roku 1973 postupně ochladily ekonomiku, která se nikdy nevrátila do své prudké poválečné míry růstu. Italská ekonomika zaznamenala průměrnou míru růstu HDP 5,8 % za rok mezi lety 1951 a 1963 a mezi roky 1964 a 1973 5 % za rok. Italské tempo růstu z evropských zemí převyšovalo pouze Západní Německo, a to jen s malým rozdílem. Mezi zeměmi OEEC si počínalo lépe už jen Japonsko. V roce 1963 americký prezident John F. Kennedy osobně ocenil mimořádný ekonomický růst Itálie na oficiální večeři s italským prezidentem Antoniem Segniem v Římě a uvedl, že: „Růst […] ekonomiky, průmyslu a životní úrovně v poválečných letech je skutečně fenomenální. Stát, kdysi doslova v troskách a sužovaný vysokou nezaměstnaností a inflací, navýšil svou produkci a majetek, stabilizoval své výdaje a měnu a vytvořil nové pracovní příležitosti a nová průmyslová odvětví v tempu nesrovnatelném s ostatními zeměmi západního světa.“

## Společnost a kultura
Dopad hospodářského zázraku na italskou společnost byl obrovský. Rychlý ekonomický růst způsobil masivní příliv migrantů z jižní Itálie do průmyslových měst severu. Emigrace byla cílena zejména na továrny takzvaného „průmyslového trojúhelníku“, regionu umístěného mezi hlavními výrobními centry Milánem a Turínem a přístavním městem Janovem. Mezi lety 1955 a 1971 bylo podle odhadů zapojeno do meziregionální migrace v Itálii přibližně 9 milionů lidí, což způsobilo tvorbu velkých metropolitních oblastí.
Potřeby modernizace ekonomiky a společnosti vytvořily velkou poptávku po nové dopravní a energetické infrastruktuře. Tisíce kilometrů železnic a dálnic bylo dokončeno v rekordních časech pro spojení hlavních městských oblastí, mezitím byly postaveny přehrady a elektrárny po celé Itálii, často bez ohledu na geologické a ekologické podmínky. Tehdejší rozmach trhu s nemovitostmi, který byl stále častěji pod tlakem silného demografického růstu a vnitřních migrací, vedl k rozšíření městských oblastí. Rozsáhlé čtvrti bytů s nízkými příjmy a sociálního bydlení byly postaveny na okraji mnoha měst, což v průběhu let vedlo k vážným problémům s dopravou, městským úpadkem a pouličním násilím. Životní prostředí bylo neustále pod tlakem neregulované průmyslové expanze, což vedlo k rozsáhlému znečištění ovzduší a vod a k ekologickým katastrofám, jakou byla např. katastrofa Vajontské přehrady a havárie u Sevesa. Povědomí o ochraně životního prostředí se zde rozšířilo až v 80. letech.
Zdvojnásobení italského HDP mezi lety 1950 a 1962 mělo současně obrovský dopad na společnost a kulturu. Italská společnost, v první polovině století z velké části rurální a odepřená výhodám moderní ekonomiky, byla náhle zaplavena velkým množstvím levného spotřebního zboží, jako jsou automobily, televizory a pračky. Od roku 1951 do roku 1971 se průměrný příjem na obyvatele ztrojnásobil, což byl trend spojený s výrazným zlepšením spotřebitelských produktů a životních podmínek. Například v roce 1955 vlastnily pouze 3 % domácností chladničky a 1 % pračky, zatímco v roce 1975 byly příslušné údaje 94 % a 76 %. Navíc, 66 % všech domácností začalo vlastnit auta. V roce 1954 zahájila národní veřejná Italská televizní stanice RAI pravidelné televizní vysílání.

## Kritika
Všudypřítomný vliv masmédií a konzumerismu na italskou společnost byl často ostře kritizován vzdělanci, např. Pierem Paolem Pasolinim nebo Lucianem Bianciardim, kteří to odsoudili jako nenápadnou formu kulturního rozkladu. Populární filmy jako Sváteční vyjížďka (1962) či Strašidla (1963) od Dina Risiho, Boom (1963) od Vittoria De Sica a We Loved Each Other So Much (1974) od Ettoreho Scoly ukazovaly sobectví a nemorálnost, atributy, které charakterizovaly bouřlivá léta zázraku.